# Cory Booker
Cory Anthony Booker (27 de abril de 1969) é um político americano que atualmente serve como Senador por Nova Jersey desde 2013, sendo membro do Partido Democrata. Ele é o primeiro senador afro-americano pelo estado de Nova Jersey, tendo servido também como prefeito de Newark de 2006 a 2013 e como membro da Câmara Municipal da mesma cidade, de 1998 a 2002. Em 1 de fevereiro de 2019, ele anunciou que concorreria a nomeação Democrata para a Presidência nas eleições de 2020.
Booker nasceu em Washington, D.C. e foi criado em Harrington Park, Nova Jersey. Ele estudou ciências políticas e sociologia na Universidade de Stanford. Mais tarde, conseguiu um MA na Universidade de Oxford, numa bolsa de estudos Rhodes, e um juris doctor na faculdade de direito de Yale. Sua carreira política começou em 1998 quando foi eleito para a Câmara Municipal de Newark, onde ganhou destaque nacional na sua luta por questões sociais, como desenvolvimento urbano, chegando inclusive a fazer uma greve de fome. Em 2002 concorreu para prefeito de Newark, mas perdeu para o incumbente Sharpe James; tentou novamente em 2006 e venceu. No seu primeiro mandato aprovou políticas a respeito de moradias populares e desenvolvimento urbano, e ainda conseguiu balancear o orçamento, reduzindo o déficit das contas públicas de $180 milhões para $73 milhões. Ele foi reeleito em 2010. Já em 2013, concorreu contra Steve Lonegan nas eleições especiais para o Senado, sendo reeleito no ano seguinte.
Como senador, seu histórico de votação e posicionamento o mostraram majoritariamente como um liberal de centro-esquerda na maioria dos assuntos. Considerado um defensor do liberalismo social, Booker apoia políticas voltadas para direitos da mulher, ação afirmativa, casamento entre pessoas do mesmo sexo e saúde universal (no sistema single-payer). Nos seus primeiros cinco anos no Senado, Booker co-patrocinou ou votou em favor de várias iniciativas legislativas como o Employment Non-Discrimination Act de 2013 (que buscou eliminar discriminação empregatícia com base em orientação sexual ou identidade de gênero), novas sanções contra o Irã, leis de balanceamento orçamentário (2014) e reforma no sistema penitenciário (2018). Em 2017, ele se tornou o primeiro senador a testemunhar contra outro senador, Jeff Sessions, que havia sido nomeado para o cargo de Procurador-Geral. Foi um dos mais duros críticos da presidência de Donald Trump e anunciou que pretendia concorrer nas eleições de 2020 para a Casa Branca, mas não levou sua campanha muito adiante. Cory Booker se considera um liberal (na visão americana do termo), um não-intervencionista em questões internacionais e um defensor de minorias. É vegano, cristão da Igreja Metropolitana Batista e afirma ser um defensor do direito dos animais.
Brooker apareceu em uma cena de um episódio de Parks and Recreation, "Ms. Ludgate-Dwyer Goes to Washington" (7ª temporada), ao lado de Orrin Hatch.

## Início de vida, educação, e início de carreira
Booker nasceu em 27 de abril de 1969, em Washington, DC, e cresceu em Harrington Park, New Jersey, 20 milhas (32 km) ao norte de Newark, Nova Jersey. Seus pais, Carolina Rosa (nascida Jordan) e Cary Alfred Booker, estiveram entre os primeiros executivos negros da IBM. Booker afirmou ter sido criado em uma família religiosa, e que ele e sua família frequentam uma pequena unidade da African Methodist Episcopal Church, em Nova Jersey.
Em 2020, ele descobriu que é primo distante do apresentador e Drag Queen RuPaul, após aparecerem no programa genealogico americano Finding Your Roots.

## Câmara Municipal de Newark
Contemplando trabalhar com advocacia e concorrer à câmara municipal da cidade de Newark após se formar em direito, Booker viveu na cidade durante seu último ano em Yale. Após a formatura, ele atuou como advogado para o Urban Justice Center, em Nova York, e coordenador do programa Newark Youth Project. Em 1998, Booker ganhou um assento no Conselho da Cidade de Newark, derrotando George Ramo, então em seu quarto termo. Para chamar a atenção para os problemas do tráfico de drogas nas ruas e violência associada, ele passou 10 dias em greve de fome e viveu numa barraca e, depois, em um motor home, perto de áreas de tráfico de drogas da cidade. Booker propôs iniciativas na câmara que impactaram as áreas de habitação, juventude, lei e ordem, e a eficiência e a transparência da prefeitura, mas foi regularmente derrotado por seus colegas vereadores.